# Ejendomsskat
Ejendomsskat er en ad valorem afgift, som ejeren af en grund eller ejendom skal betale. Den skatteopkrævende myndighed kræver, at den skattepligtige grund eller ejendom vurderes, da skatten beregnes af grundværdien og/eller ejendomsværdien. Måden hvorpå ejendomsskat opkræves, er forskellig fra land til land og kan variere regioner imellem.

## Ejendomsskat i Danmark
I Danmark udgøres ejendomsbeskatningen i dag af grundskyld og dækningsafgifter. Grundskyld er en skat på selve jorden, mens dækningsafgifter pålægges erhvervs- og visse offentlige ejendomme. Indtil 1966 fandtes desuden en grundstigningsskyld, som pålagdes stigningen i grundværdien. Indtil 1987 fandtes yderligere en ejendomsskyld, som var en afgift på den samlede værdi af jord og bygninger. Tilbage i begyndelsen af 1960'erne tegnede ejendomsskylden sig for over 30 % af de samlede ejendomsskatter. I dag udgør grundskylden 84 % af de samlede ejendomsskatter og dækningsafgifterne de sidste 16 %. De samlede ejendomsskatter udgjorde i 2011 25 mia. kr., hvilket svarer til 2,9 % af den samlede beskatning. Tidligere har ejendomsskatterne stået for en betydelig større andel; i 1950'erne udgjorde de således mellem 7 og 8 % af alle offentlige skatteindtægter.
Grundskylden beregnes som en andel af ejendommens grundværdi, som den fremgår af den offentlige ejendomsvurdering. Skatten tilfalder den kommune, hvor grunden eller ejendommen ligger.
Taksten eller grundskyldspromillen fastsættes af de enkelte kommunalbestyrelser. Dog skal satsen i alle kommuner ligge mellem 16 og 34 promille. Den aktuelle sats kan findes på hjemmesiden for den enkelte kommune.
Indtil kommunalreformen i 2007 betaltes grundskyld både til amt og kommune. Den amtskommunale grundskyld var 10 promille over hele landet, og den kommunale grundskyldspromille var fastsat til at ligge i intervallet 6 til 24 promille.
Der er en begrænsning på, hvor meget ejendomsskatten må stige hvert år. Stigningen kan ikke være større end den såkaldte reguleringsprocent. Denne fastsættes årligt, men kan højst være 7 %. Større værdistigninger slår således igennem på skatten med en vis forsinkelse, og ejendomsskatten har derfor været stigende i en årrække, også efter 2007 trods store prisfald på ejendomsmarkederne.  

## Idégrundlag
Argumentet for en særlig ejendoms- eller jordskat hænger sammen med begrebet jordrente, der er det løbende afkast af værdien af jord og eventuelt andre naturresurser, som ikke skyldes den enkelte grundejers indsats. 
Størrelsen af dette afkast vil blandt andet afhænge af samfundets udvikling og behov. Opblomstringen af byer og administrative ændringer som ændrede lokalplaner (indførelse af byzone i et område) kan således påvirke jordens værdi og dermed dens løbende afkast væsentligt. Idéen om, at denne tilvækst skal tilbageføres til samfundet, er især udformet af den amerikanske økonom Henry George, men den støttedes også af liberalistiske tænkere som John Locke, Adam Smith, David Ricardo, John Stuart Mill, Benjamin Franklin, Thomas Jefferson og Herbert Spencer. Det samme gælder humanister som Spinoza, Voltaire (pseudonym for: Francois Marie Arouet), Jean-Jacques Rousseau og Mahatma Gandhi, samt politikere som Theodore Roosevelt og Winston Churchill.
Fra et økonomisk og skattepolitisk synspunkt har en skat på jord som grundskylden den store fordel, at den i modsætning til de fleste andre skatter ikke skaber nogen forvridninger. Det skyldes, at skatten ikke vil ændre på det samlede udbud af jord - i modsætning til f.eks. en skat på arbejdsindkomst, som kan forventes at påvirke arbejdsudbuddet.
I Danmark indgår beskatning af ejendomme traditionelt i blandet andet Socialdemokratiets, Det Radikale Venstres og Retsforbundets partiprogrammer.

## Ejendomsværdiskat
Ud over ejendomsskat betales i Danmark også ejendomsværdiskat, som beregnes på grundlag af ejendomsværdien i 2001 eller 2002 i medfør af skattestoppet fra 2002. I modsætning til ejendomsskatter pålægges ejendomsværdiskatten dog ikke alle ejendomme, men kun ejerboliger. Ejendomsværdiskatten regnes i modsætning til grundskyld som en indkomstskat, idet den beskatter lejeværdien af egen bolig - den gevinst, en boligejer har som følge af, at han sparer den husleje, han skulle have betalt, hvis han ikke havde investeret i sin egen bolig.